# Oh! You Honeymoon!
Oh! You Honeymoon! è un cortometraggio muto del 1916 sceneggiato e diretto da Leslie T. Peacocke.

## Produzione
Il film fu prodotto dalla Nestor Film Company.

## Distribuzione
Distribuito dall'Universal Film Manufacturing Company, il film - un cortometraggio di una bobina - uscì nelle sale cinematografiche USA l'8 dicembre 1916.